# Ладиженський Олег Семенович
Оле́г Семе́нович Лади́женський (* 23 березня 1963, Харків) — український письменник-фантаст, режисер. Твори, створені спільно з Дмитром Громовим, від 1991 року публікує під колективним псевдонімом Генрі Лайон Олді.

## Життєпис
Олег Семенович Ладиженський народився 23 березня 1963 року в Харкові. 1984 року закінчив із відзнакою Харківський інститут культури за спеціальністю «режисер театру». Того ж року одружився. Після інституту працював режисером у театрі «Пелікан». За час роботи поставив близько 10 вистав.
Займається бойовими мистецтвами. Є міжнародним суддею з годзю-рю.

## Творчість

### Генрі Лайон Олді
Разом з Дмитром Громовим пише під псевдонімом Генрі Лайон Олді. Псевдонім утворений з перших літер імен і прізвищ авторів. Їх співпраця розпочалась у 1990 році і триває досі. Першим спільним твором стала розповідь «Щастя у письмовому вигляді» (1991).
Більшість творів авторів належать до жанру фантастики.

### Ніру Бобовай
Під іменем своєї героїні («Дайте їм померти») Олег використовує свої вірші як епіграфи до своїх творів і їхніх розділів.

### Самостійна творчість
Займається перекладами віршів. Працює режисером. У 2007 році вийшла його поетична збірка «Міст над океаном».